# Kristoffer Peterson
Kristoffer Paul Peterson (Göteborg, 28 novembre 1994) è un calciatore svedese, attaccante del Fortuna Sittard.

## Caratteristiche tecniche
Ala sinistra, può giocare come prima punta o come esterno d'attacco sulla fascia destra.

## Carriera

### Club
Prodotto delle giovanili del Liverpool, è inizialmente prestato in Football League One dove gioca 6 incontri di campionato e 1 di FA Cup senza segnare. Nel 2014 fa il ritiro statunitense con il Liverpool, dove va in gol 2 volte in 4 amichevoli pre-stagionali. Nonostante le sue prestazioni, i Reds lo cedono in un prestito quadriennale agli olandesi dell'Utrecht. Il 7 dicembre seguente realizza la sua prima marcatura da professionista contro l'Heracles Almelo, in una partita persa 2-4. Durante un allenamento di fine gennaio 2015, ha un diverbio col compagno di squadra Anouar Kali che lo colpisce con un pugno: Peterson si spacca la mascella, dovendo saltare 6 incontri di campionato. Al suo ritorno in campo, avvenuto l'8 marzo successivo, firma una rete nel 6-2 contro l'AZ Alkmaar.

### Nazionale
Dopo numerose partite con le varie nazionali giovanili svedesi, nel 2018 ha giocato una partita in nazionale maggiore.